# Parque Williams
El parque Williams es un parque localizado en Jerez de la Frontera (Andalucía, España), en el distrito oeste

## Dedicatoria
Está dedicado a las Bodegas Williams and Humbert, pues el parque formaba parte de la primera localización en la ciudad de dicha empresa. 

## Flora

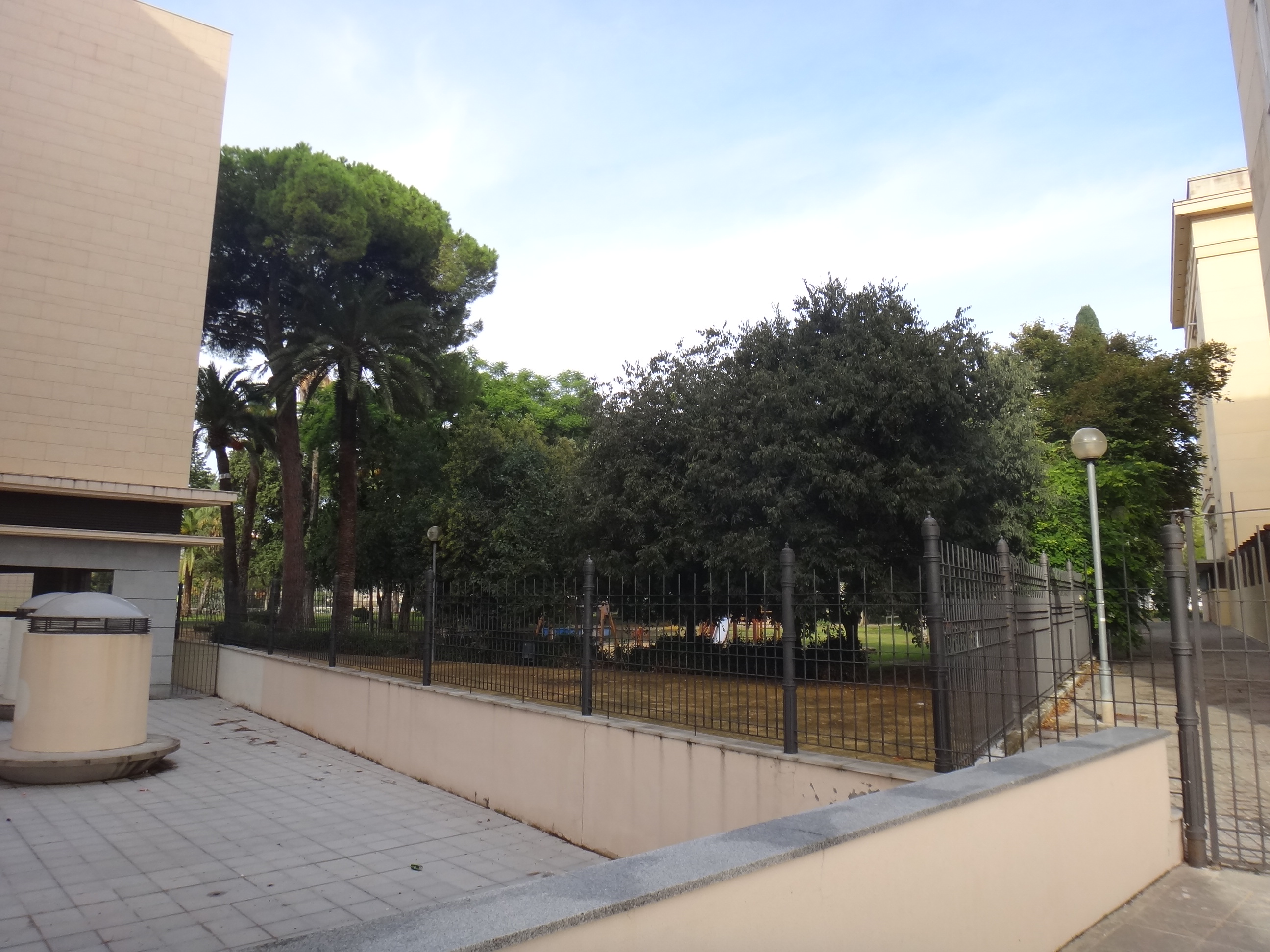
Lateral del parque

Tiene ejemplares de jardinería bodeguera del siglo XIX.

## Equipamiento
Cuenta con un parque canino